# Allison Peak
Allison Peak är en bergstopp i Kanada.   Den ligger i provinsen Alberta, i den södra delen av landet, 2 900 km väster om huvudstaden Ottawa. Toppen på Allison Peak är 2 646 meter över havet, eller 548 meter över den omgivande terrängen. Bredden vid basen är 7,1 km.
Terrängen runt Allison Peak är huvudsakligen kuperad.Trakten runt Allison Peak är nära nog obefolkad, med mindre än två invånare per kvadratkilometer.. Närmaste större samhälle är Sparwood, 16,8 km väster om Allison Peak.
I omgivningarna runt Allison Peak växer i huvudsak barrskog.